# Halictus pinguismentus
Halictus pinguismentus är en biart som beskrevs av Janjic och Packer 2001. Halictus pinguismentus ingår i släktet bandbin, och familjen vägbin. Inga underarter finns listade i Catalogue of Life.